# Oliver Mommsen
Oliver Hans Mommsen (ur. 19 stycznia 1969 w Düsseldorfie) – niemiecki aktor. Odtwórca roli śledczego Nilsa Stedefreunda w serialu kryminalnym ARD Tatort (2001–2019).

## Życiorys
Urodził się w Düsseldorfie jako syn Claudii (z domu Schmidt) i przedsiębiorcy stalowego Nino Adalberta Mommsena (1937–1986). Prawnuk historyka i laureata Nagrody Nobla Theodora Mommsena. Jego ojczym, Ingo Dietmar Buding, był tenisistą i trzykrotnym mistrzem Niemiec w tenisie. Mommsen najpierw uczęszczał do szkoły z internatem Schloss Salem w Badenii-Wirtembergii, a następnie przeniósł się do szkoły z internatem Louisenlund w Szlezwiku-Holsztynie, gdzie w 1988 ukończył szkołę średnią. Następnie od października 1991 studiował historię sztuki indyjskiej na Wolnym Uniwersytecie Berlińskim, a następnie ukończył szkołę aktorską Marii Körber. Potem nastąpiły starcia w Zurychu i Berlinie. 
W 1993 trafił na mały ekran w jednym z odcinków serialu familijnego ZDF Opowieści z życia Evelyn Hamann (Evelyn Hamann’s Geschichten aus dem Leben). W dramacie telewizyjnym RTL Święta dziwka (Die Heilige Hure, 1997) ze Svenem Martinekiem pojawił się jako Uli Schneider. Po raz pierwszy zagrała główną rolę Paula w melodramacie Czerwcowy księżyc (Junimond, 2002). Występował na scenie w spektaklach m.in.: Odtąd (2020) w roli Jeromego Wagnera w Schillertheater w Berlinie, Idealny sekret (2021) jako Vincent w St. Pauli Theatre w Hamburgu i Jedenaste (2023) w roli Olivera w St. Pauli Theatre w Hamburgu.
W 2008 zawarł związek małżeński z Nicolą, z którą ma syna Oskara i córkę Lotte.

## Filmografia

### Seriale TV
- 2001–2019: Tatort jako Nils Stedefreund
- 2006: Kobra – oddział specjalny – odc. „Lauras Entscheidung” jako Hendrick Neiser
- 2012: Ostatni gliniarz jako Markus Rietz
- 2020: Górski lekarz jako Tim Hauser